# Nothing to Gein
«Nothing to Gein» es el tercer y último sencillo del álbum L.D. 50 de la banda estadounidense Mudvayne, lanzado en 2001. La canción fue escrita por todos los miembros de la banda.
Durante el proceso de composición, los miembros del grupo vincularon riffs al sonido de la canción; esto en base, al pensamiento y la filosofía del baterista Matthew McDonough. Éste consideró que los riffs encajarían perfectamente en la letra de la canción, ya que se refería al asesino en serie Ed Gein. Durante el proceso de composición, los miembros de la banda utilizaron un tipo de «simbolismo numérico», reflejado en las letras de algunas canciones del álbum. Esta temática se emplea en muchas de canciones.
El vídeo musical está inspirado en el asesino Ed Gein. Presenta imágenes de la banda tocando en vivo y escenas de una niña de aspecto zombi enterrando televisores los cuales están reproduciendo un concierto de la banda.